# Сан-Леон (Техас)
Сан-Леон (англ. San Leon) — переписна місцевість (CDP) в США, в окрузі Галвестон штату Техас. Населення — 6135 осіб (2020).

## Географія
Сан-Леон розташований за координатами 29°29′20″ пн. ш. 94°56′20″ зх. д. / 29.48889° пн. ш. 94.93889° зх. д. (29.488940, -94.938773).  За даними Бюро перепису населення США в 2010 році переписна місцевість мала площу 13,13 км², з яких 12,30 км² — суходіл та 0,83 км² — водойми.

## Демографія
Згідно з переписом 2010 року, у переписній місцевості мешкало 4970 осіб у 2036 домогосподарствах у складі 1244 родин. Густота населення становила 379 осіб/км².  Було 2518 помешкань (192/км²).
Расовий склад населення:
| - 80,4 % — білих - 5,7 % — азіатів - 1,1 % — корінних американців - 0,8 % — чорних або афроамериканців - 10,3 % — осіб інших рас |

До двох чи більше рас належало 1,8 %. Частка іспаномовних становила 23,3 % від усіх жителів.
За віковим діапазоном населення розподілялося таким чином: 20,0 % — особи молодші 18 років, 67,7 % — особи у віці 18—64 років, 12,3 % — особи у віці 65 років та старші. Медіана віку мешканця становила 43,9 року. На 100 осіб жіночої статі у переписній місцевості припадало 113,3 чоловіків;  на 100 жінок у віці від 18 років та старших — 114,3 чоловіків також старших 18 років.
Середній дохід на одне домашнє господарство  становив 63 556 доларів США (медіана — 48 298), а середній дохід на одну сім'ю — 71 552 долари (медіана — 54 381). Медіана доходів становила 42 031 долар для чоловіків та 35 568 доларів для жінок. За межею бідності перебувало 23,0 % осіб, у тому числі 30,2 % дітей у віці до 18 років та 20,2 % осіб у віці 65 років та старших.
Цивільне працевлаштоване населення становило 2537 осіб. Основні галузі зайнятості: будівництво — 17,7 %, оптова торгівля — 12,0 %, виробництво — 10,6 %, науковці, спеціалісти, менеджери — 10,4 %.